# Cinnamomum splendens
Cinnamomum splendens är en lagerväxtart som beskrevs av André Joseph Guillaume Henri Kostermans. Cinnamomum splendens ingår i släktet Cinnamomum och familjen lagerväxter. Inga underarter finns listade i Catalogue of Life.